# Cybalomia fractilinealis
Cybalomia fractilinealis là một loài bướm đêm trong họ Crambidae.